# Elizabeth Ashley
Elizabeth Ashley, född 30 augusti 1939 i Ocala, Florida, är en amerikansk skådespelerska.

## Skådespelare
Elizabeth Ashley erhöll en Tony Award 1962 för sin allra första roll på Broadway, för sin roll i pjäsen Take Her She's Mine. Hon nominerades till Tony Award igen 1964 för sin roll i pjäsen Barfota i parken (Barefoot in the Park) och 1975 för sin roll i en nyuppsättning av pjäsen Katt på hett plåttak (Cat on a Hot Tin Roof).
Ashley gjorde filmdebut 1964 i De hänsynslösa (The Carpetbaggers), och för sin roll i filmen nominerades hon till en BAFTA Award. År 1991 nominerades hon till Emmy Award för sin roll i tv-serien Evening Shade. Hon spelade rollen som Jenny i filmen Narrskeppet (Ship of Fools) från 1965, en film som nominerades i flera kategorier till filmpriset Oscar (ingen specifik nominering för Ashleys roll dock). En prisbelönt tv-film som hon hade en roll i är Den andra Mrs. Greenville (The Two Mrs. Grenvilles) från 1987, som nominerads till flera Emmy Awards, en Golden Globe och en Eddie Award (ingen specifik nominering för Ashleys roll som Babette).
Ett mindre lovordat inslag i karriären var hennes medverkan i filmen Windows från 1980, regisserad av Gordon Willis, som nominerades till fem Razzies, bland annat för sämsta kvinnliga biroll, som var Elizabeth Ashleys roll.
Andra filmer hon hade roller i under 1960- och 1970-talet är The Third Day 1965, The Marriage of a Young Stockbroker 1971, Paperback Hero 1973, Jakten på de 7 guldnålarna (Golden Needles) 1974, Fräcka som fan (Rancho Deluxe) 1975, 92 in the Shade 1975, Ös på råskinn (The Great Scout & Cathouse Thursday) 1976, och Koma (Coma) 1978. Hon spelade den kvinnliga huvudrollen, Erica, i tv-filmen The War Between the Tates från 1977. Under 1980-talet hade hon roller i filmer som Pappa till varje pris (Paternity) 1981, Split Image 1982, och Dragnet 1987. 
En tv-serier som Elisabeth Ashley medverkat i utöver Evening Shade är Lycksökerskorna (The Buccaneers) 1995, och hon har haft mindre roller i många kända tv-serier från 1990-talet, såsom Law & Order: Special Victims Unit, Uppdrag: mord, Singel i stan och Mord och inga visor. 
Totalt har hon medverkat i ett hundratal tv- och filmproduktioner, både film för biograf, tv-filmer och tv-serier. Bland hennes senaste roller är rollen som Marg i filmen The Cake Eaters från 2007, och rollen som Mimi i tv-serien Treme från 2010.

## Familj
Elisabeth Ashley har varit gift tre gånger, 1962-1965 med James Farentino, 1966-1972 med George Peppard och 1975-1981 med James McCarthy. Hon har en son, Christian Peppard, född 1968.